# 경기도의 행정 구역
경기도의 행정 구역은 2024년 6월 20일을 기준으로 시 28개와 군 3개로 시보다는 군이 훨씬 적다. 경기도는 신도시 개발의 영향으로 많은 군이 시로 승격하였기 때문이다.

## 행정 구역
경기도의 각 시군별 인구수(2023. 12. 31. 기준)와 면적(2025. 3. 31. 기준)은 다음과 같다.
| 이름     | 한자     | 인구 (명)  | 면적(km2) | 행정 지도 |
| -------- | -------- | ---------- | --------- | --------- |
| 수원시   | 水原市   | 1,197,257  | 121.1     |           |
| 성남시   | 城南市   | 919,747    | 141.6     |           |
| 의정부시 | 議政府市 | 464,213    | 81.6      |           |
| 안양시   | 安養市   | 544,660    | 58.5      |           |
| 부천시   | 富川市   | 779,968    | 53.5      |           |
| 광명시   | 光明市   | 280,197    | 38.5      |           |
| 평택시   | 平澤市   | 591,022    | 458.6     |           |
| 동두천시 | 東豆川市 | 88,626     | 95.7      |           |
| 안산시   | 安山市   | 629,308    | 156.5     |           |
| 고양시   | 高陽市   | 1,074,907  | 268.2     |           |
| 과천시   | 果川市   | 81,000     | 35.9      |           |
| 구리시   | 九里市   | 187,093    | 33.3      |           |
| 남양주시 | 南楊州市 | 732,265    | 458.1     |           |
| 오산시   | 烏山市   | 229,656    | 42.7      |           |
| 시흥시   | 始興市   | 519,715    | 139.9     |           |
| 군포시   | 軍浦市   | 261,229    | 36.4      |           |
| 의왕시   | 義王市   | 158,870    | 54.0      |           |
| 하남시   | 河南市   | 329,861    | 93.0      |           |
| 용인시   | 龍仁市   | 1,075,566  | 591.2     |           |
| 파주시   | 坡州市   | 497,753    | 673.9     |           |
| 이천시   | 利川市   | 222,098    | 461.6     |           |
| 안성시   | 安城市   | 189,034    | 553.5     |           |
| 김포시   | 金浦市   | 486,172    | 276.6     |           |
| 화성시   | 華城市   | 944,342    | 700.8     |           |
| 광주시   | 廣州市   | 391,377    | 431.0     |           |
| 양주시   | 楊州市   | 268,026    | 310.5     |           |
| 포천시   | 抱川市   | 143,323    | 827.2     |           |
| 여주시   | 驪州市   | 114,412    | 608.2     |           |
| 연천군   | 漣川郡   | 42,584     | 678.4     |           |
| 가평군   | 加平郡   | 62,302     | 843.4     |           |
| 양평군   | 楊平郡   | 125,238    | 877.9     |           |
| 경기도   | 京畿道   | 13,630,821 | 10,201.2  |           |

## 시·군별 행정구역

### 본청 관할

#### 수원시
- 장안구
- 권선구
- 팔달구
- 영통구

#### 성남시
- 수정구
- 중원구
- 분당구

#### 안양시
- 만안구
- 동안구

#### 부천시
- 원미구
- 소사구
- 오정구

#### 안산시
- 상록구
- 단원구

#### 용인시
- 수지구
- 기흥구
- 처인구

### 북부청사 관할

#### 고양시
- 덕양구
- 일산동구
- 일산서구

## 미수복 지역
- 개성시
- 개풍군
- 장단군